# Bellator 28
 Bellator XXVIII  foi um evento de MMA organizado pelo Bellator Fighting Championships ocorrido no dia 9 de setembro de 2010 no Mahalia Jaskson Thater em New Orleans, Louisiana.  O evento foi transmitido no Fox Sport Net e suas afiliadas regoinais. Esse foi o primeiro card do Bellator a não conter lutas válidas pelo torneio.

## Background
Chas Skelly era esperado para enfrentar Georgi Karakhanyan pela chance de disputar o Torneio de Penas da Quarta Temporada. Porém Skelly se lesionou nos treinamentos e foi forçado a se retirar da luta. Seu substituto foi o veterano do UFC, Alvin Robinson.  Porém Robinson também se lesionou e se retirou da luta. Robinson foi substituído pelo veterano do WEC Anthony Leone.
Toney Canales e J.C. Pennington eram esperados para se enfrentarem no evento, porém a luta foi cancelada nos minutos finais por motivos desconhecidos. 
O card foi realizado na mesma cidade e ao mesmo tempo da abertura da temporada de 2010 da NFL, uma revanche do jogo da NFC Championship entre o New Orleans Saints e Minnesota Vikings, uma decisão sem precedentes no MMA para contra-programa de uma marquise de um evento da NFL, o que pode ter efeito adverso sobre a venda de ingressos locais. 